# Cyphomyrmex faunulus
Cyphomyrmex faunulus är en myrart som beskrevs av Wheeler 1925. Cyphomyrmex faunulus ingår i släktet Cyphomyrmex och familjen myror. Inga underarter finns listade i Catalogue of Life.